# NGC 2700
NGC 2700 ist ein Stern im Sternbild Hydra. Das Objekt wurde im Jahr 1877 von Wilhelm Tempel entdeckt und fälschlicherweise in den NGC-Katalog aufgenommen.